# Jim Sturgess
James Anthony Sturgess, más conocido como Jim Sturgess (16 de mayo de 1978, Londres, Inglaterra), es un actor, cantante y compositor británico, más conocido por sus interpretaciones en Across the Universe (2007), 21: Blackjack (2008), The Way Back (2010), One Day (2011), La mejor oferta (2013) y Stonehearst Asylum (2014).

## Biografía
James nació en Londres, Inglaterra, pero creció en Farnham Surrey. Asistió a la Frensham Heights School. Formó parte del Nacional Youth Music Theatre (1993-1995), estudió en la Escuela de Comunicaciones, Música y Actuación de la Universidad de Salford.  Se graduó en la Universidad de Salford en 1999 con un HND en Medios y Performance.
También tiene una hermana, Tia.
Desde 2003 hasta 2013 salió con la tecladista del grupo La Roux, Mickey O'Brien.
El 20 de mayo de 2014, confirmó su relación con la actriz sur coreana Bae Doona, con quien compartió papel en Cloud Atlas. En marzo del 2015 se anunció su ruptura.
Mantiene una relación con la productora teatral iraquí Dina Mousawi, con quien se casó el 30 de julio de 2019 en Italia.

## Carrera

### Actuación
La primera experiencia en la actuación de Sturgess se produjo cuando un grupo de teatro local llegó a su escuela en busca de niños para una audición para una obra de teatro local. Rápidamente al darse cuenta de que él sería capaz de faltar a la escuela, audicionó y consiguió un papel para unas partes de la obra.  
No obstante, era la música la que ocupaba el primer lugar en su mente en vez de la actuación, por lo que Sturgess se trasladó a Mánchester para asistir a la Universidad de Salford esperando que eso le permitiese comenzar una banda que pudiera presentarse allí, lugar de donde provenían la mayoría de sus ídolos musicales.  
En Mánchester se encontró con un grupo de aspirantes a actores y directores de cine, y su pasión por la actuación se volvió a encender. Empezó a escribir y representar sus propios cortometrajes y obras de teatro. 
Sturgess, ha estado casi una década en producciones británicas, en su mayoría telefilms, entre ellos I'm Frank Morgan (2000), Hawk (2001), y la serie The Quest.
En 2007, hizo su gran aparición en el musical de Julie Taymor, Across the Universe, al interpretar a Jude Feeny, un joven que viaja a los Estados Unidos a fines de los años 60 y se enamora de una joven americana, Lucy, interpretada por Evan Rachel Wood.
En 2008, apareció en el drama histórico La otra Bolena en el rol de George Boleyn. La película cuenta con la participación de Natalie Portman, Scarlett Johansson y Eric Bana y fue dirigida por Justin Chadwick. La película narra la historia de dos hermanas Anne y Mary que compiten por el afecto del rey Enrique VIII. El padre y el tío de las dos hermanas Bolena, empujados por el ambicioso deseo de mejorar el nivel social y el poder de la familia, convencen a sus hijas para que conquisten el afecto del Rey de Inglaterra. Las jóvenes dejan atrás su vida en el campo para trasladarse al peligroso y apasionante mundo de la corte. Pero las buenas intenciones de las hermanas al querer ayudar a su familia se convierten pronto en una rivalidad sin cuartel para obtener el amor del Rey.
También, en 2008, protagonizó 21: Blackjack en donde interpretó a Ben Campbell, un estudiante universitario con gran habilidad con los números, que empieza a contar cartas (acerca del juego Blackjack) junto con compañeros del prestigioso MIT de Boston, para ganar miles de dólares en los casinos de Las Vegas. Ben se ve obligado a unirse a esta mafia por su profesor Mike y por la falta de dinero que le impedía pagar sus estudios universitarios en Harvard. En 21, Sturgess comparte roles con Kate Bosworth, Kevin Spacey y Laurence Fishburne, entre otros.

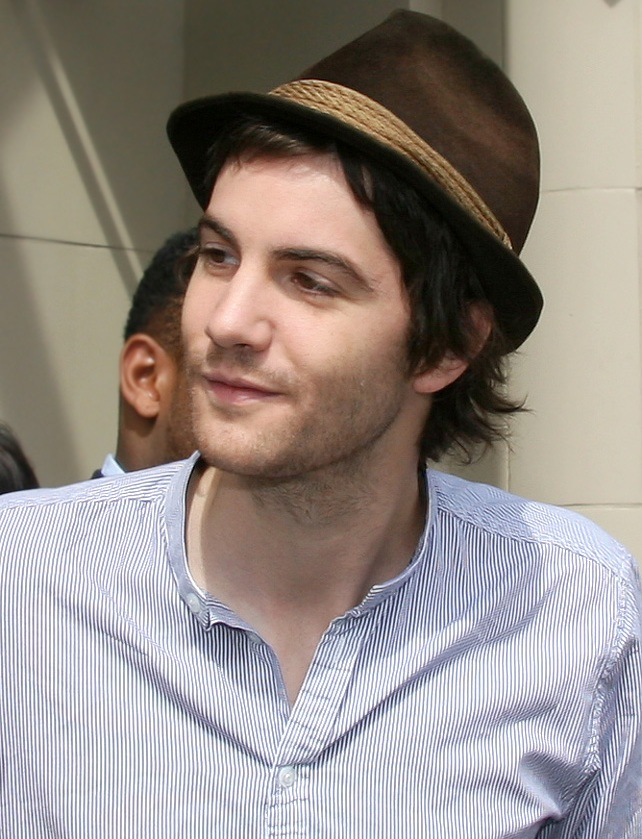
Sturgess en la edición 2008 del Festival Internacional de Cine de Toronto.

En 2009, participó en la película de terror Heartless donde encarnó a Jamie Morgan, un fotógrafo aficionado con extrañas marcas en su cuerpo que hace que las personas huyan o se atemoricen al verlo. Entonces hace un pacto con el diablo, a cambio de quitarle las marcas, Jamie haría lo que él le pidiera. La película cuenta con la participación de Luke Treadaway y Clémence Poésy, entre otros y fue dirigida y escrita por Philip Ridley. Jim Sturgess ganó el Premio al Mejor Actor en el Festival de Cine de Fantasporto en 2010 por su papel. La película también ganó el premio a la Mejor Película y el Premio al Mejor Director para Ridley.
También, en 2009, interpretó a Gavin Kossef en Crossing Over. Situada en Los Ángeles, la historia gira en torno a los inmigrantes procedentes de diferentes países y orígenes que comparten un vínculo común: todos ellos están tratando desesperadamente de obtener el estatus legal de los inmigrantes. El film es coprotagonizado por Harrison Ford, Ray Liotta y Ashley Judd. En el mismo año protagonizó Fifty Dead Men Walking de Kari Skogland. Narra la historia de Martin McGartland (sobre la base de su libro), joven norirlandés que es reclutado por la policía británica para infiltrarse en el IRA a finales de los años ’80 durante el Conflicto de Irlanda del Norte. La película, presentada en el Festival Internacional de Cine de Toronto, estuvo a punto de no estrenarse, pues el propio McGartland intentó impedirlo en los tribunales alegando que su papel se había falseado, aunque retiró sus objeciones la víspera de la premier. 
En 2010, Sturgess protagonizó la película, The Way Back, que se basa en hechos reales y narra la historia de un grupo de presos de un campo de trabajo de la Unión Soviética que, junto con otros cuatro compañeros de cautiverio, huyen del gulag siberiano en el que están recluidos e inician un peligroso viaje a través de miles de kilómetros de terreno hostil tratando de llegar a la India. Guiados por la esperanza de alcanzar la libertad, deberán enfrentarse a las condiciones más adversas de sus vidas. El personaje que Jim interpreta se basa en Slawomir Rawicz, un joven oficial polaco. La película está también protagonizada por Ed Harris, Colin Farrell, Saoirse Ronan, Mark Strong, entre otros, y dirigida por Peter Weir. En el mismo año Sturgess hizo un trabajo de voz en off para la película de animación Ga'Hoole: la leyenda de los guardianes del director Zack Snyder, basada en la serie de libros infantiles, Los Guardianes de Ga'Hoole de Kathryn Lasky. 

En mayo de 2010, Sturgess firmó oficialmente para aparecer en One Day (basada en la novela homónima de David Nicholls) coprotagonizada por Anne Hathaway. La novela se basa en dos estudiantes que se reúnen el 15 de julio de 1988 y desde entonces todos los siguientes 15 de julio de los próximos veinte años. Dirigida por Lone Scherfig, la filmación se completó el 17 de septiembre de 2010, y se estrenó en salas de cine en agosto de 2011. También durante 2010 , filmó Upside Down. El rodaje se completó en mayo de 2010 en Montreal. Descrito como "el romance de ciencia ficción" que narra la historia de amor entre dos personas que viven en dos mundos, uno encima del otro, con gravedades distintas. Adam (Sturgess) hará todo lo posible por recuperar al amor de su vida (Kirsten Dunst) a pesar de las leyes físicas. La película es el segundo largometraje del escritor y director argentino Juan Solanas. Fue originalmente programado para el lanzamiento en 2011, la fecha se retrasó y su estreno fue en 2012. 
Entre marzo y abril de 2011 se llevó a cabo el rodaje de Ashes, una película dirigida por Mat Whitecross. La película ha sido descrita como un thriller negro de cine contemporáneo que está protagonizada por Ray Winstone y Lesley Manville, junto con Sturgess. Filmada en la Isla de Man, la producción ha siendo financiado en parte por la banda Coldplay, amigos de la universidad del director y su estreno estuvo previsto para el año 2012. Sturgess coprotagonizó Cloud Atlas, que comenzó a filmar en septiembre de 2011 y fue estrenada en octubre de 2012. La película narra un conjunto de varias historias que se desarrollan en el pasado, el presente y el futuro. Cada una de ellas está contenida en la anterior, y todas están enlazadas entre sí por pequeños detalles. El film está coprotagonizado por Tom Hanks, Halle Berry, Susan Sarandon y Hugh Grant, entre otros, y fue dirigida por Tom Tykwer, Andy Wachowski y Lana Wachowski.
En 2013 se estrenó La migliore offerta, una película italiana dirigida por Giuseppe Tornatore que cuenta la historia de Virgil Oldman (Geoffrey Rush) un experto en arte y famoso agente de subastas que goza de gran prestigio en su profesión. Un día recibe la llamada de una joven (Sylvia Hoeks) que desea vender la colección de antigüedades que ha recibido en herencia de sus padres. Sin embargo la joven sufre de agorafobia, por lo que no sale nunca de su domicilio y no quiere ser vista por los demás. A partir de entonces ocurren una serie de hechos que influirán enormemente en la hasta entonces ordenada vida de Virgil Oldman y acabarán en una inusual historia de amor con un sorprendente desenlace. Sturgess interpreta el papel de Robert quien trabaja en una tienda de reparaciones y ayuda a Virgil Oldman en sus dudas sobre el trato que debe dar a las mujeres.
Sturgess cuenta con varias producciones para el año 2014. Una de ellas es Eliza Graves protagonizada por Kate Beckinsale, Ben Kingsley, Brendan Gleeson y Michael Caine. El film está inspirado en El sistema del Dr. Tarr y el profesor Fether, un relato corto de Edgar Allan Poe. La película trata de un graduado de la escuela de medicina de Harvard (Sturgess) que consigue un trabajo en el manicomio, sin saber que sus ocupantes han tomado el edificio. 
A comienzos de 2013 se confirmó que el actor formaría parte del elenco de la comedia erótica The Big Shoe, dirigida por Steven Shainberg y coprotagonizada por Kristen Stewart y Elizabeth Banks. La película sigue los pasos de un diseñador de zapatos (Sturgess) que abandona su profesión ante los deseos de su familia en convertir en una producción masiva lo que él considera un arte. Para intentar persuadirle y que vuelva a trabajar en las condiciones que ellos quieren, la familia del diseñador contrata a una musa (Stewart) y una psicoterapeuta (Banks) para devolverlo al negocio. Se prevé su estreno para el 2014.

### Música
Sturgess escribe y realiza su propia música desde los 15 años. Jim ha participado del panorama musical de Camden durante muchos años en bandas como Saint Faith y Dilated Spies. También ha escrito música para algunas de sus películas, incluyendo dos canciones que él escribió e interpretó para Crossing Over. También coescribió la canción "Panic and Magic" con su novia, la música Mickey O'Brien y colaboró con el director Philip Ridley en tres pistas que aparecieron en la película "Heartless". Se puede escuchar muestras de su música con otras bandas en su My Space.

## Filmografía
| Año  | Título                                 | Personaje                                                                                         | Notas                                                 |
| ---- | -------------------------------------- | ------------------------------------------------------------------------------------------------- | ----------------------------------------------------- |
| 1994 | The Browning Version                   | Bryant                                                                                            |                                                       |
| 2000 | Other People's Children                | Barry                                                                                             | Serie de televisión (un episodio)                     |
| 2000 | La pimpinela escarlata                 | Eik                                                                                               | Serie de televisión (un episodio: "Ennui")            |
| 2001 | Heartbeat                              | Robert                                                                                            | Serie de televisión (un episodio: "The Long Weekend") |
| 2001 | The Residents                          | Banjo                                                                                             | Serie de televisión (un episodio)                     |
| 2001 | Hawk                                   | Ayudante de tienda                                                                                | Película de televisión                                |
| 2002 | The Quest                              | Joven Charlie                                                                                     | Película de televisión                                |
| 2002 | Judge John Deed                        | Gary Patterson                                                                                    | Serie de televisión (un episodio: "Abuse of Power")   |
| 2003 | A Touch of Frost                       | Laurence Burrell                                                                                  | Serie de televisión (un episodio: "Close Encounters") |
| 2003 | Rehab                                  | Daryll                                                                                            | Película de televisión                                |
| 2003 | Thursday the 12th                      | Martin Bannister                                                                                  | Película de televisión                                |
| 2004 | The Second Quest                       | Joven Charlie                                                                                     | Película de televisión                                |
| 2004 | The Final Quest                        | Joven Charlie                                                                                     | Película de televisión                                |
| 2005 | Mouth to Mouth                         | Red                                                                                               |                                                       |
| 2005 | The Last Detective                     | Ryan                                                                                              | Serie de televisión (un episodio: "Friends Reunited") |
| 2007 | Across the Universe                    | Jude                                                                                              |                                                       |
| 2008 | La otra Bolena                         | George Boleyn                                                                                     |                                                       |
| 2008 | 21: Blackjack                          | Ben                                                                                               |                                                       |
| 2008 | Fifty Dead Men Walking                 | Martin                                                                                            |                                                       |
| 2009 | Crossing Over                          | Gavin Kossef                                                                                      |                                                       |
| 2009 | Heartless                              | Jamie Morgan                                                                                      |                                                       |
| 2010 | The Way Back                           | Janusz Wieszczek/Slawomir Rawicz                                                                  |                                                       |
| 2010 | Ga'Hoole: la leyenda de los guardianes | Soren                                                                                             | Voz                                                   |
| 2011 | One Day                                | Dexter Mayhew                                                                                     |                                                       |
| 2012 | Upside Down                            | Adam                                                                                              |                                                       |
| 2012 | Ashes                                  | James                                                                                             |                                                       |
| 2012 | Cloud Atlas                            | Adam Ewing/Pobre huésped del Hotel/Papá de Megan/Highlander/Hae-Joo Chang/Adam (cuñado de Zachry) |                                                       |
| 2013 | La migliore offerta                    | Robert                                                                                            |                                                       |
| 2013 | Electric Slide                         | Eddie Dodson                                                                                      |                                                       |
| 2014 | Stonehearst Asylum                     | Edward Newgate                                                                                    | Película                                              |
| 2014 | London Fields                          | Keith Talent                                                                                      | En producción                                         |
| 2014 | Kidnapping Freddy Heineken             | Cor Van Hout                                                                                      | Preproducción                                         |
| 2014 | The Big Shoe                           | Nate                                                                                              | Preproducción                                         |
| 2014 | The Lion's Share                       | Aaron Fletcher                                                                                    | Preproducción                                         |
| 2016 | Feed the Beast                         | Dion                                                                                              |                                                       |
| 2017 | Geostorm                               | Max Lawson                                                                                        |                                                       |
| 2018 | "Hard Sun"                             | Charlie Hicks                                                                                     |                                                       |

## Premios y nominaciones
| Año  | Premio                             | Categoría                                                                                        | Título                              | Resultado |
| ---- | ---------------------------------- | ------------------------------------------------------------------------------------------------ | ----------------------------------- | --------- |
| 2008 | ShoWest Convention, Estados Unidos | Mejor elenco (Compartido con Kevin Spacey, Kate Bosworth, Laurence Fishburne, Aaron Yoo y 3 más) | 21: Blackjack                       | Ganador   |
| 2008 | Teen Choice Awards                 | Revelación masculina                                                                             | Across the Universe y 21: Blackjack | Nominado  |
| 2009 | Premios Empire                     | Mejor revelación                                                                                 |                                     | Nominado  |
| 2010 | Fantasporto                        | Mejor actor                                                                                      | Heartless                           | Ganador   |